# Kľak (Wielka Fatra)

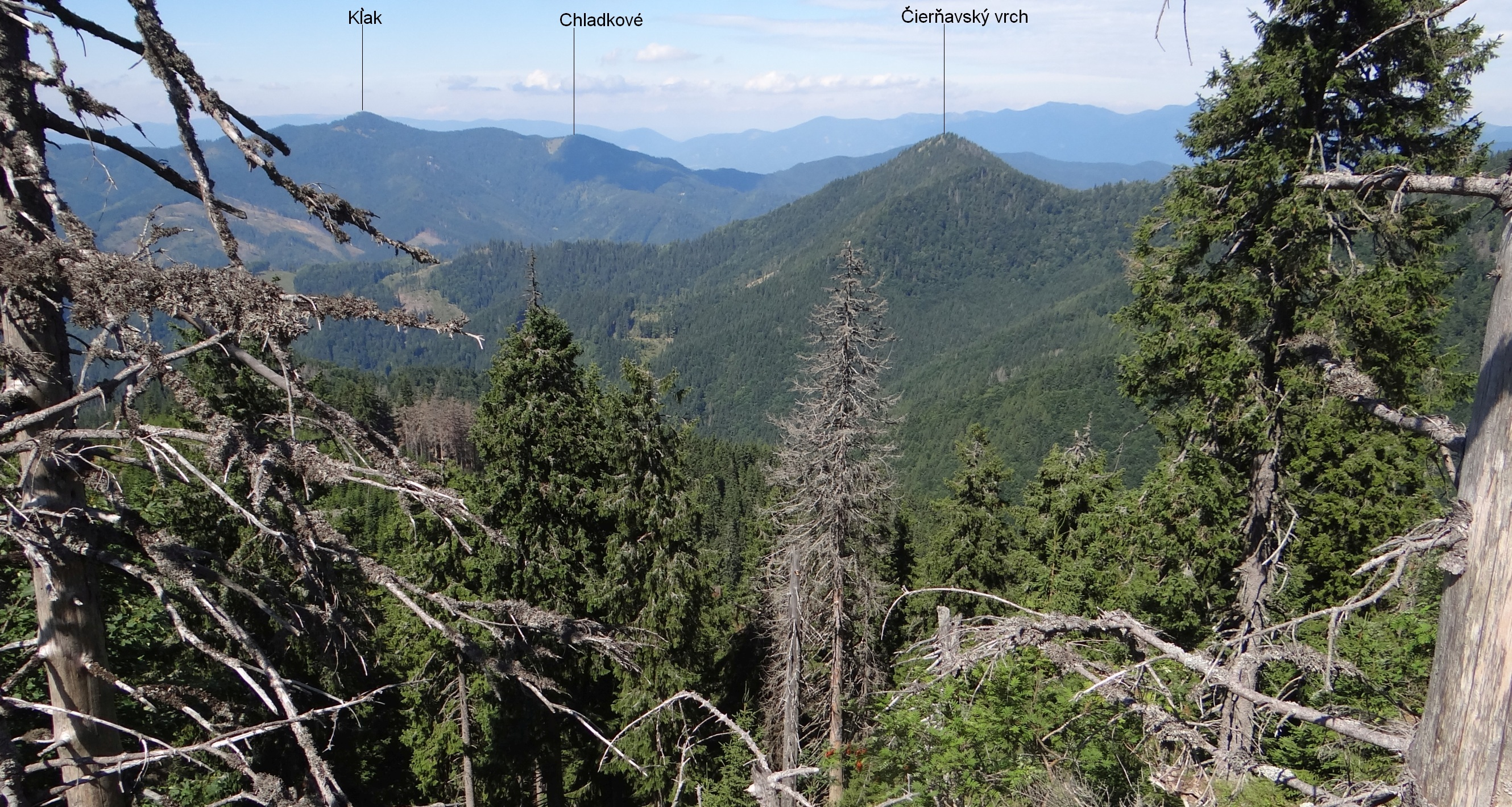
Widok na Kľak od wschodu

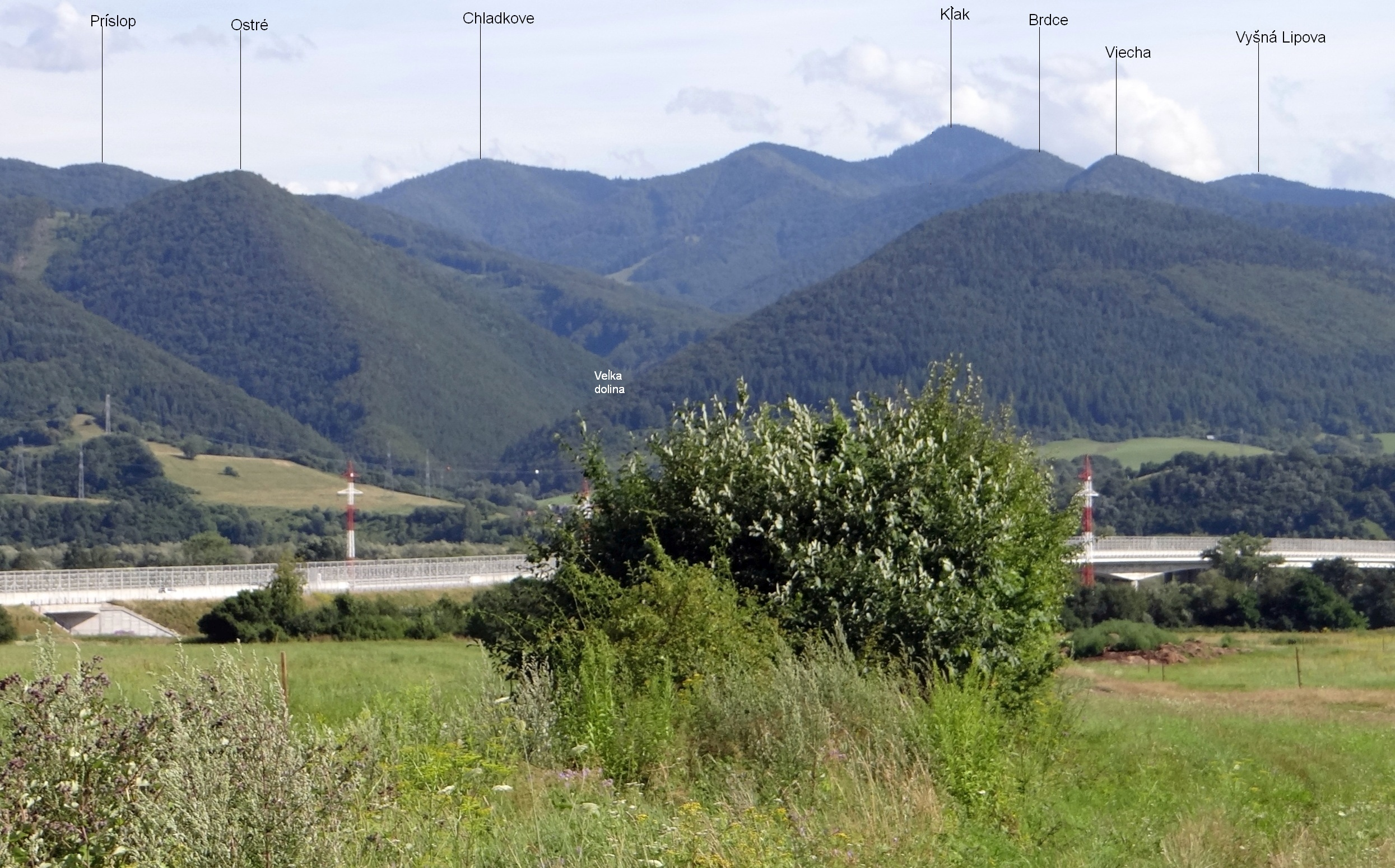
Widok na Kľak z Kotliny Turczańskiej

Kľak (1394 m n.p.m.) – potężny, rozłożysty szczyt w Wielkiej Fatrze w Karpatach Zachodnich na Słowacji.

## Położenie
Wznosi się w północno-zachodniej części Wielkiej Fatry, w "turczańskiej" odnodze jej głównego grzbietu. Po Borišovie jest drugim co do wysokości szczytem tej odnogi. Znajduje się w długim grzbiecie tworzącym lewe zbocza Ľubochnianskiej Doliny. Jest zwornikiem; w kierunku północno-zachodnim odgałęzia się od niego grzbiet, który przez szczyty Prieložnica (1079 m) i Katova skala (927 m) opada nad Sklabinský Podzámok. Grzbiet ten oddziela doliny: Kantorską na południu i Hlavną na północy. Również drugi, północny wierzchołek Kľaka jest zwornikiem; na północny zachód odgałęzia się od niego grzbiet ze szczytami Brdce i Viecha. Grzbiet ten oddziela Hlavna dolinę od Veľkiej doliny.
Przez grzbiet i szczyty Kľaka biegnie granica Parku Narodowego Wielka Fatra – należą do niego stoki wschodnie tworzące zbocza Doliny Ľubochnianskiej.

## Opis szczytu
Kľak posiada bardzo urozmaiconą budowę geologiczną. Stoki masywu zbudowane są z kredowych i jurajskich skał zaliczanych do tzw. serii szypruńskiej. Niżej na zboczach południowo-wschodnich i południowo-zachodnich występują granity krystalicznego jądra. Szczyt buduje potężna czapa wypreparowana w formie ostańca z triasowych wapieni.
Masyw Kľaku jest prawie w całości porośnięty lasem, jedynie w partiach podszczytowych występuje kilka większych polan. Urozmaicone podłoże wpływa na bogactwo flory masywu. W szczelinach wapiennych skał obficie występuje pierwiosnek łyszczak, na łąkach – goryczka wiosenna i rzadki gnidosz Hacqueta. Na zarastających usypiskach pod szczytem rośnie paproć języcznik zwyczajny, a niżej na wyrębach smotrawa okazała. Podszczytowe partie góry znajdują się w obrębie rezerwatu przyrody Ľubochniansky Kľak.

## Turystyka
Szczyt zapewnia rozległą, dookolną panoramę, najszerszą w całej "turczańskiej" gałęzi Wielkiej Fatry. Obejmuje ona całą północną część tej grupy górskiej, góry Żar, Małą Fatrę i północną część Kotliny Turczańskiej, Magurę Orawską z Kubińską Halą, Wielki Chocz i Tatry Zachodnie. Dostępny jest ze wszystkich stron znakowanymi szlakami turystycznymi – wszystkie są dość długie i męczące.
Przez grzbiet Kľaka nad Ľubochnianską doliną biegnie długi, czerwono znakowany szlak z Ľubochňi do Chaty pod Borišovom. Na szczycie dołączają do niego dwa szlaki; zielony z Ľubochnianskiej doliny i niebieski ze wsi Podhradie.
  odcinek: Magistrali Wielkofatrzańskiej: Ľubochnianske sedlo – Vyšne Rudno – sedlo Príslop – Chládkové – Kľak. Odległość 8,9 km,  suma podejść 910 m, suma zejść 276 m, czas przejścia 3:55 h, ↓ 3:10 h.
  odcinek:  Kľak – Vyšná Lipová – Jarabiná – Malý Lysec – Štefanová – Javorina – Šoproň – Chata pod Borišovom. Odległość 15,2 km,  suma podejść 940 m, suma zejść 1074 m, czas przejścia 5:10 h, ↓ 5:20 h.
  Raková – Kľak. Odległość 3,8 km, suma podejść 834 m, czas przejścia 2:55 h, ↓ 1:55 h
  Podhradie –  Hlavná dolina – Koškárovská lúka – Kľak. Odległość 8,14 km, suma podejść 1064 m, suma zejść 145 m, czas przejścia 3:40 h, ↓ 2:45 h.